# Eremaeozetes
Eremaeozetes är ett släkte av kvalster. Eremaeozetes ingår i familjen Eremaeozetidae.

## Dottertaxa tillEremaeozetes, i alfabetisk ordning[1]
- Eremaeozetes acutus
- Eremaeozetes araucana
- Eremaeozetes arboreus
- Eremaeozetes bilunatifer
- Eremaeozetes capensis
- Eremaeozetes chancanii
- Eremaeozetes costulatus
- Eremaeozetes darwini
- Eremaeozetes dividipeltatus
- Eremaeozetes ephippiger
- Eremaeozetes hanswursti
- Eremaeozetes himalayensis
- Eremaeozetes irenae
- Eremaeozetes kurozumii
- Eremaeozetes lineatus
- Eremaeozetes louisae
- Eremaeozetes machadoi
- Eremaeozetes maculosus
- Eremaeozetes nasutus
- Eremaeozetes octomaculatus
- Eremaeozetes reticulatus
- Eremaeozetes roguini
- Eremaeozetes sabinae
- Eremaeozetes spathulatus
- Eremaeozetes trifurcus
- Eremaeozetes tsavoensis
- Eremaeozetes tuberculatus
- Eremaeozetes undulatus
- Eremaeozetes ursulae
- Eremaeozetes verai
- Eremaeozetes woelkei